# Pegasystems
 (juillet 2016).
Si vous disposez d'ouvrages ou d'articles de référence ou si vous connaissez des sites web de qualité traitant du thème abordé ici, merci de compléter l'article en donnant les références utiles à sa vérifiabilité et en les liant à la section « Notes et références ».
Pegasystems Inc. est une entreprise informatique américaine spécialisée dans les applications de gestion de la relation client et de gestion des processus métiers,.
Basée à Cambridge dans le Massachusetts, l'entreprise est fondée en 1983 et cotée depuis 1996 au NASDAQ.